# STS-68

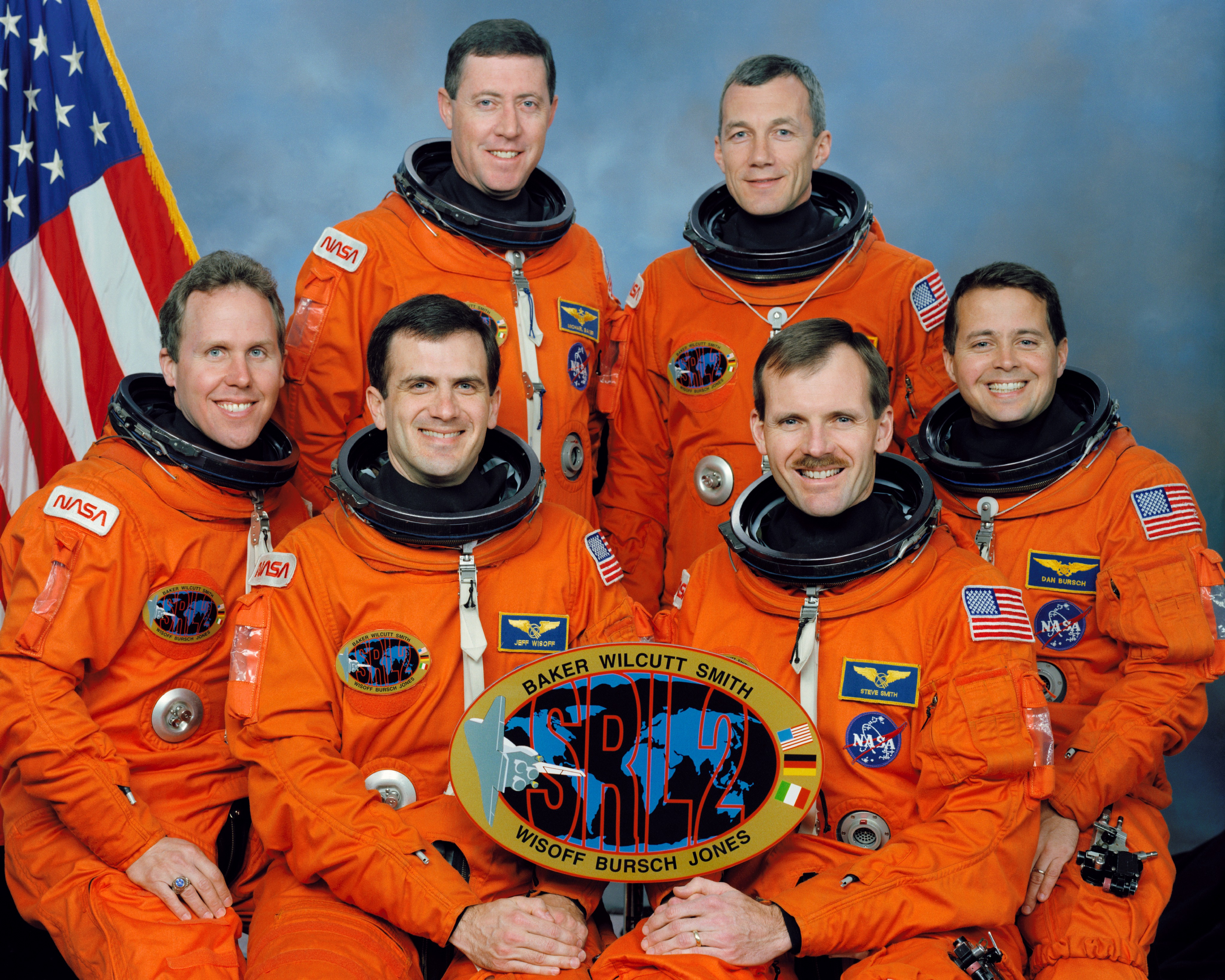
Екіпаж STS-68. Зліва направо — Задній ряд: Бейкер, Уілкатт; Передній ряд: Джонс, Уайсофф, Сміт, Берш

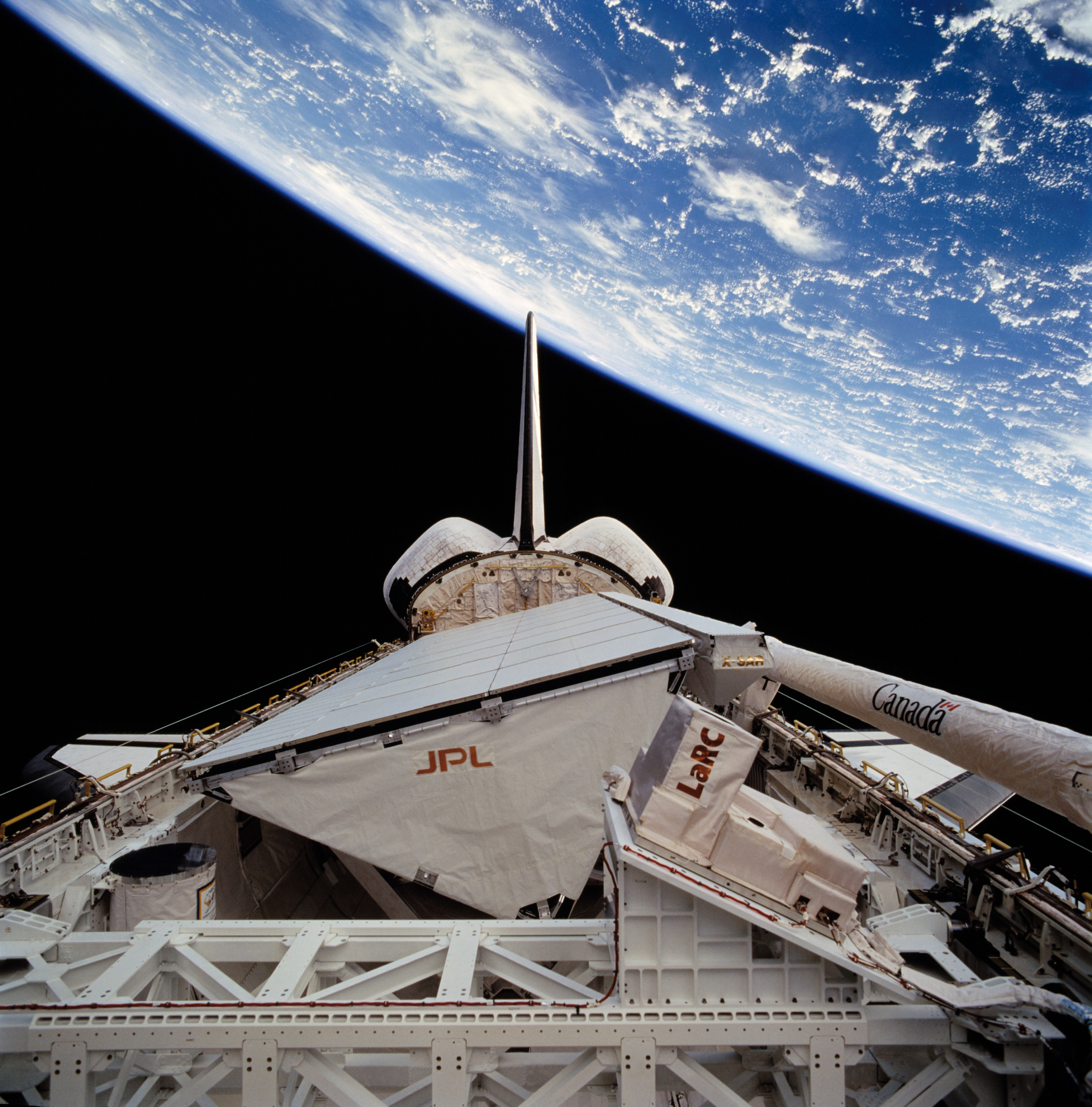
Індевора в космосі — польоту STS-68

STS-68 — 65-й старт у рамках програми «Спейс Шаттл» і 7-й космічний політ шатла «Індевор», проведений 30 вересня 1994 року та другий політ шатла з космічною радарною лабораторією (SRL-2), призначеною для відпрацювання системи всепогодного радіолокаційного зондування. Астронавти провели в космосі близько 11 діб і благополучно приземлилися на авіабазі Едвардс 11 жовтня 1994 року.

## Екіпаж
- (НАСА): Майкл Аллен Бейкер (англ. Michael Allen Baker) (3)[2] — командир;
- (НАСА): Терренс Уілкатт (англ. Terrence Wade Wilcutt) (1) — пілот;
- (НАСА): Томас Дейвід Джоунс (англ. Thomas David Jones) (2) — фахівець польоту;
- (НАСА): Стівен Лі Сміт (англ. Steven Lee Smith) (1) — фахівець польоту;
- (НАСА): Деніел Уілер Бурш (англ. Daniel Wheeler Bursch) (2) — фахівець польоту;
- (НАСА): Пітер Джеффрі Келсі Вайсофф (англ. Peter Jeffrey Kelsey Wisoff) (2) — фахівець польоту.